# Зулейха
Зуле́йха (араб. زليخة‎), также Зулейка — женщина, упоминаемая в коранической суре Юсуф. В Коране она не называется, но из арабо-мусульманского предания известно, что её звали Зулейхой. Отождествляется с библейской женой Потифара.

## История
Согласно Корану, братья пророка Юсуфа (Иосифа) из чувства зависти бросили его в колодец, но его спасли люди из проходившего мимо каравана. Забрав Юсуфа, они отправились в Египет и продали там его в рабство. Хозяин пророка Юсуфа обратился к своей жене со словами: «Относись к нему хорошо. Быть может, он пригодится нам или мы усыновим его». Этой женщиной и была Зулейха. Пророк Юсуф был очень красивым мужчиной, и Зулейха влюбилась в него. Не добившись взаимности от Юсуфа, она решила заполучить его силой. Вырвавшись из объятий Зулейхи, он бежал в сторону дверей, где внезапно появился его хозяин. Тогда Зулейха обвинила Юсуфа в домогательствах, после чего тот был брошен в темницу. Там он пробыл на протяжении многих лет, но затем его невиновность была доказана и он был освобождён.
Согласно некоторым преданиям, после смерти мужа Зулейха вышла замуж за Юсуфа. Однако в хадисах пророка Мухаммада и других источниках эти сообщения не подтверждаются. Многие исламские богословы считали историю женитьбы Юсуфа с Зулейхой вымышленной.

## Юсуф и Зулейха
Юсуф и Зулейха — кочующий сюжет, литературно-фольклорный мотив многих литературных памятников народов Востока. Имеет множество поэтических переложений — поэм IX—XV веков, в том числе произведений первого ряда, вышедших из-под пера Фирдоуси и Джами.
Первая часть сюжета основана на библейском рассказе (повторенном в суре Корана): жена Потифара влюбляется в слугу Иосифа, пытается его соблазнить, он её отвергает, и она на него клевещет, после чего он заключен в тюрьму. В Библии далее эта женщина не упоминается, если не считать того, что фараон дает Иосифу, сделавшему успешную карьеру, дочь некого вельможи, жреца Потифара, которую зовут Асенефа. В исламской же интерпретации Зулейха не исчезает из повествования, а наоборот, в итоге завоевывает сердце Иосифа: «Зулейха до конца своих дней остается верной своей любви — мужчине, которого она увидела во сне, — Иосифу. Она борется за свою любовь. На этом пути она не пренебрегает обманом и даже клеветой. Зулейха достигает своей цели спустя сорок лет, когда в душе Иосифа распускается роза любви».
Любовь Зулейхи к Юсуфу трактуется намного более возвышенно, чем в Библии, это чистое, высокое и вечное чувство, истинная самоотверженная любовь. Благодаря этому сюжет и получил такое распространение в поэзии. Кроме того, по толкованию ряда ученых, у некоторых религиозных поэтов любовь Юсуфа к Зулейхе — это, как и принято в суфийских произведениях, не просто любовь к женщине, а Любовь к Аллаху, раскрытая через образ Зулейхи, стремление души к Богу.
Всего в восточной литературе насчитывается около 150 литературных произведений на эту тему (причем около 45 из них на тюрки). Исследователи отмечают, что многие детали, общие для этих поэм, но не фигурирующие в Коране, скорее всего ведут своё происхождение из текстов персидского комментатора Корана и историка Ибн Джарира ат-Табари (839—923), писавшего на арабском языке. Ат-Табари — автор многочисленных богословских трудов, среди которых наиболее известен его тридцатитомный комментарий к Корану под названием «Джами‘ ал-байан фи-т-тафсир ал-кур’ан» («Всеобъемлющие разъяснения к толкованию Корана»).